# Kak on lgal eё mužu
Kak on lgal eё mužu (Как он лгал её мужу) è un film del 1956 diretto da Tat'jana Borisovna Berezanceva.